# Amtssprachengesetz (Kanada)

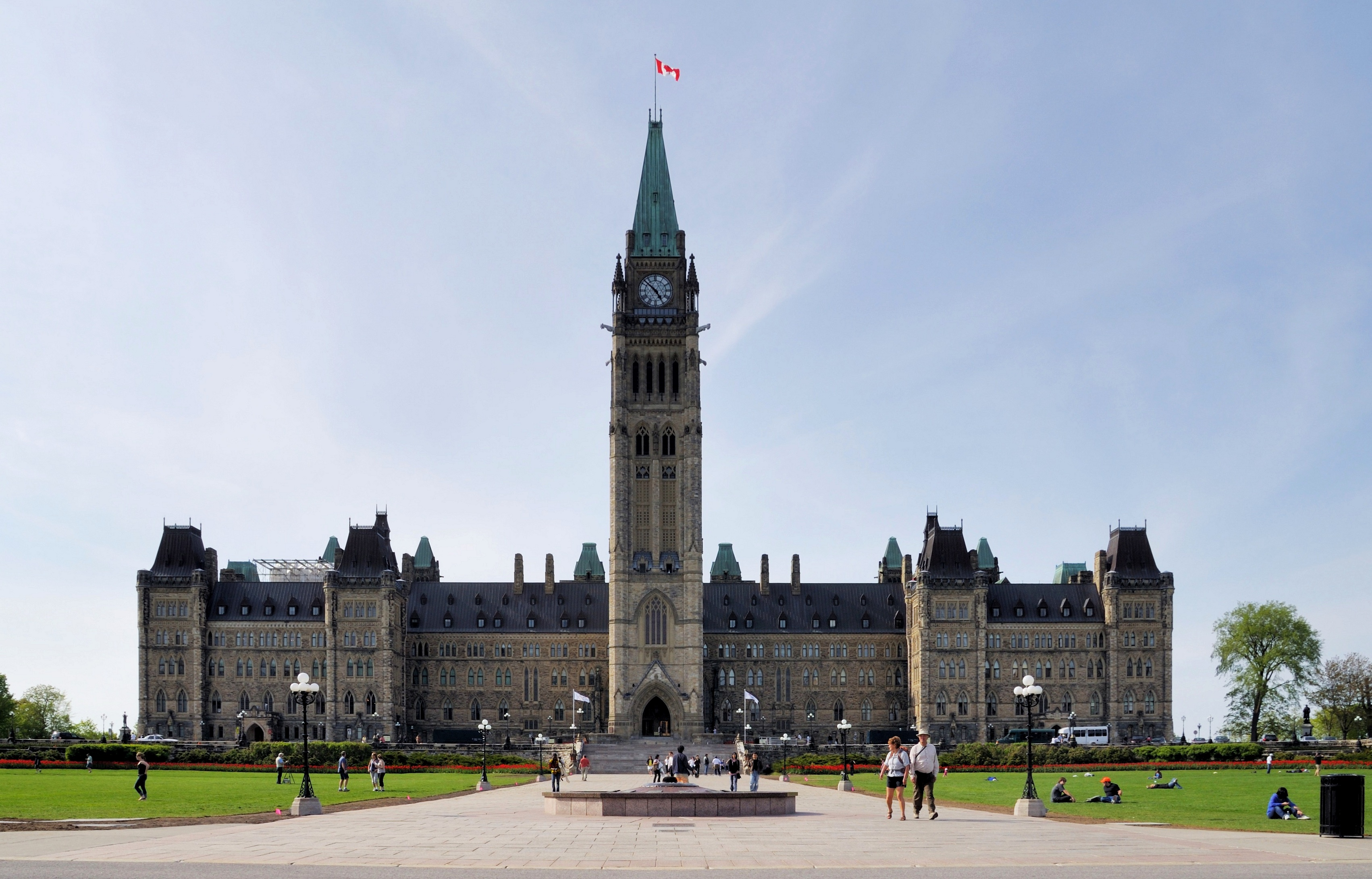
Parliament Hill, Sitz des kanadischen Parlaments

Das Amtssprachengesetz (englisch Official Languages Act, französisch Loi sur les langues officielles) ist ein 1969 vom Parlament von Kanada verabschiedetes und 1988 revidiertes Gesetz. Es gewährt der englischen und der französischen Sprache einen gleichberechtigten Status innerhalb der kanadischen Bundesverwaltung. Sie werden dadurch zu Amtssprachen erhoben und sind von Gesetzes wegen anderen Sprachen übergeordnet. Zwar ist das Amtssprachengesetz nicht das einzige Sprachengesetz des Bundes, es bildet jedoch das Fundament der offiziellen Zweisprachigkeit.

## Zusammenfassung der wichtigsten Punkte
Das Gesetz regelt unter anderem,
- dass Kanadier das Recht haben, Dienstleistungen von Bundesbehörden und Staatsbetrieben in beiden Amtssprachen zu erhalten;
- dass Kanadier die Möglichkeit besitzen, vor Bundesgerichten in der Amtssprache ihrer Wahl angehört zu werden;
- dass das Parlament in beiden Amtssprachen Gesetze erlässt und Verordnungen veröffentlicht und dass beide Versionen gleichberechtigt sind;
- dass in bestimmten geographisch definierten zweisprachigen Gebieten Englisch und Französisch innerhalb der Bundesverwaltung den gleichen Status als Arbeitssprache besitzen (dies betrifft hauptsächlich die Region Ottawa, Montreal und New Brunswick), aber auch in gewissen Dienststellen im Ausland und in Teilen des Landes, wo eine genügend große Nachfrage nach Dienstleistungen in beiden Sprachen besteht. In den übrigen Landesteilen ist die Arbeitssprache entweder Französisch (in Québec) oder Englisch (übrige Provinzen).

Die Bundesregierung hat Verordnungen erlassen, die sprachliche Anforderungen für gewisse Arbeitsstellen innerhalb des Staatsdienstes festlegen (anglophon, frankophon, zweisprachig). Ministerien und Behörden der Bundesregierung sind verpflichtet, diese Posten mit Personen zu besetzen, die diese Anforderungen erfüllen. Einsprachige Staatsangestellte erhalten Anreize, die andere Amtssprache zu erlernen. Die Regierung bietet Sprachkurse an und gewährt einen Bonus bei Zweisprachigkeit.
Teil IV des Amtssprachengesetzes ermächtigt das Bundeskabinett, Verordnungen zu erlassen, die geographische Regionen definieren, in denen Dienstleistungen des Bundesstaates in der Minderheitssprache angeboten werden müssen. Im Allgemeinen gilt die Regel, dass in einem bestimmten Gebiet mindestens 5000 Sprecher der Minderheitssprache leben oder deren Anteil an der Gesamtbevölkerung mindestens 5 % beträgt.
Teil V des Gesetzes schreibt vor, dass englischsprachige und französischsprachige Kanadier bei Arbeitsangeboten und bei Beförderungen nicht aufgrund ihrer ethnischen Herkunft oder ihrer Muttersprache diskriminiert werden dürfen.
Mit dem Gesetz wurde auch eine als Amtssprachenkommissariat bezeichnete Behörde geschaffen. Sie erhielt den Auftrag, Beschwerden von Bürgern entgegenzunehmen, Untersuchungen zu führen und Empfehlungen betreffend den Status der beiden Amtssprachen auszusprechen.

## Politischer Kontext
Das Amtssprachengesetz war eines der wichtigsten Errungenschaften der Regierung von Pierre Trudeau. Das Gesetz war ein Versuch, einige der Empfehlungen der Königlichen Kommission für Zweisprachigkeit und Bikulturalismus umzusetzen, die 1963 vom Bund eingesetzt worden war und seither regelmäßig Berichte über die Ungleichbehandlung von Englisch- und Französischsprechenden in der Bundesverwaltung veröffentlichte. Damals waren nur 9 % der Arbeitsstellen innerhalb der Bundesverwaltung von Frankophonen besetzt, obschon ihr Anteil an der Bevölkerung einen Viertel beträgt. Der Anteil von Arbeitsstellen für Zweisprachige erhöhte sich bis 1978 auf 14 % und bis 2004 auf 25 %.
Eines der wichtigsten Ziele des Gesetzes von 1969 war es, dafür zu sorgen, dass Dienstleistungen der Bundesregierung in beiden Amtssprachen angeboten werden, wo immer die Bevölkerungszahl dies als notwendig erscheinen ließ. Dieses Prinzip wurde später in die kanadische Verfassung aufgenommen, in Sektion 16 der Kanadischen Charta der Rechte und Freiheiten.
1988 wurde das Amtssprachengesetz revidiert, um zwei Forderungen zu erfüllen. Erstens war es notwendig geworden, das Gesetz von 1969 dahingehend zu aktualisieren, dass die Sprachbestimmungen in den Sektionen 16 bis 23 der 1982 in Kraft getretenen Charta berücksichtigt werden. Zweitens erhielt das revidierte Gesetz Bestimmungen zur Förderung der englischsprachigen Minderheit in Québec und der französischsprachigen Minderheit in den übrigen Provinzen. Unter anderem werden aus Mitteln des Bundes Schulen für die sprachlichen Minderheiten mitfinanziert, da das Erziehungswesen ansonsten ausschließlich in die Kompetenz der Provinzen und Territorien fällt.

## Reaktionen

### Provinzen
1969 wurde das Gesetz mit der Unterstützung aller Parteien im Unterhaus angenommen. Jedoch fielen in den folgenden Jahrzehnten die Reaktionen der Provinzen höchst unterschiedlich aus:
- New Brunswick, wo die prozentual größte französischsprachige Minderheit lebt (rund ein Drittel der Bevölkerung), übernahm kurz danach die Regelungen der Bundesregierung und erließ ein eigenes Amtssprachengesetz.
- Ontario, wo die zahlenmäßig größte französischsprachige Minderheit lebt (ca. eine halbe Million bzw. 4,3 %), erließ den „French Language Services Act“, der französischsprachige Dienstleistungen der Provinzregierung nur in bestimmten Gebieten anbietet (entweder mehr als 5000 Muttersprachler oder Anteil an der Gesamtbevölkerung höher als 10 %) und dem Französischen nicht den vollen gleichberechtigten Status neben dem Englischen gewährt.
- In Manitoba, der Provinz mit der drittgrößten französischsprachigen Minderheit, weigerten sich Parlament und Gerichte, das 1890 erlassene Verbot von Französisch als Amtssprache aufzuheben. Die Provinz wurde 1985 nach einem Entscheid des Obersten Gerichtshofes dazu gezwungen, da dies der Verfassung widerspricht.
- Québec mit seiner englischsprachigen Minderheit war traditionell die einzige Provinz, die einen großzügigen Umgang mit Sprachminderheiten pflegte und war deshalb von der Königlichen Kommission als Vorbild für Zweisprachigkeit und Bikulturalismus bezeichnet worden. Doch das Provinzparlament erließ in den 1970er-Jahren zwei Gesetze, das Amtssprachengesetz und die Charta der französischen Sprache. Diese verringerten den Zugang der Quebecer zu englischsprachigen Dienstleistungen, hinderten Einwanderer und Frankophone an der Einschulung ihrer Kinder in englischsprachigen Klassen, erklärten Französisch zur allgemeinen Arbeitssprache und schränkten sogar den Gebrauch des Englischen auf kommerziellen Beschriftungen ein.

### Meinung der Öffentlichkeit
Die Zustimmung der Öffentlichkeit zu zweisprachigen Dienstleistungen nahm zwischen Mitte der 1960er- und Ende der 1970er-Jahre stark zu. Es liegen zwar keine Meinungsumfragen zum Amtssprachengesetz selbst vor, doch Umfragen zu ähnlichen Themen zeigen eine markante Änderung in der Haltung der Anglokanadier. 1965 ergab eine Meinungsumfrage, dass nur 17 % der außerhalb von Québec lebenden Kanadier die Verwendung staatlicher Mittel zur Finanzierung französischsprachiger Schulen unterstützten. Dieser Anteil stieg bis 1977 auf 77 % (wenn auch die Fragestellung weniger konkret war und lediglich gefragt wurde, ob eine Zustimmung der Provinzregierung zur Bereitstellung französischsprachiger Dienstleistungen möglich sei).
In Québec trafen die Änderungen bezüglich der Behandlung von Frankophonen innerhalb der Bundesverwaltung auf Zustimmung. Allerdings gab es Skepsis, ob dies tatsächlich von Vorteil für die einsprachig französischsprachige Minderheit der Quebecer sei, die weiterhin von allen als „zweisprachig“ ausgeschriebenen Arbeitsstellen des Bundes ausgeschlossen blieb, da diese Definition zwingend den Gebrauch des Englischen voraussetzt. Jedenfalls trug die Einführung der offiziellen Zweisprachigkeit nicht dazu bei, den Aufstieg der separatistischen Bewegung einzudämmen. Die separatistische Parti Québécois schaffte kaum ein Jahr nach Inkrafttreten des Gesetzes den Durchbruch, erzielte bei den Provinzwahlen 23 % der Stimmen und löste die Union nationale als führende Kraft des Quebecer Nationalismus ab. Sechs Jahre später stellte die Parti Québécois erstmals die Provinzregierung.
Die Zustimmung zum Gesetz im englischsprachigen Teil Kanadas ist markant niedriger als in Québec. Gemäß einer im Jahr 2002 durchgeführten Meinungsumfrage betrachten 98 % der Quebecer die offizielle Zweisprachigkeit als „sehr wichtig“ oder „wichtig“. Dieser Anteil sinkt in den Atlantischen Provinzen auf 76 %, in Ontario auf 72 %, in den Prärieprovinzen auf 67 % und in British Columbia auf 63 %. Eine weitere Umfrage aus dem Jahr 2000 zeigt, dass mehr als die Hälfte der Kanadier außerhalb Québecs glaubt, dass zu viel Aufwand betrieben wurde, die Zweisprachigkeit zu fördern. Nur 26 % der Quebecer teilten diese Meinung.